# Никола Алтомановић
Никола Алтомановић (Војиновић) (1348, 1366 — после 1376) био је српски великаш, војсковођа и ратник из друге половине XIV века. Владао је широким простором од Рудника до Јадранског мора. После Маричке битке постао је најмоћнији српски великаш, а Дубровачку републику је приморао да му плаћа годишњи данак од 2000 перпера као законитом наследнику круне Србије. Против њега је створена широка коалиција суседних српских великаша коју је подржао и краљ Угарске и они су током јесени 1373. године потукли Николину војску, а њега самог су после опсаде Ужичког Града ослепели, поделивши међусобно његове земље.

## Порекло
Никола Алтомановић се родио 1348. године и био је син великог жупана Алтомана Војиновића (1347—1359) и Ратославе Младеновић, који су се венчали у касну јесен 1347. године. Алтоман је припадао породици Војиновића, док је његова супруга Ратослава (Витослава) била ћерка војводе Младена, односно сестра каснијег севастократора Бранка Младеновића, оца Вука Бранковића (1371—1391).

## Рана младост и долазак на власт
Велики жупан Алтоман је владао Хумом, али је после његове смрти 1359. године његову област преузео његов брат кнез Војислав (око 1355—1363) који је том приликом практично протерао једанаестогодишњег Николу и његову мајку са њихових поседа одредивши им врло малу област за управу. Војислав је током година распада српског царства постао најмоћнији обласни господар у тзв. Рашкој земљи насупрот Мрњавчевићима у новоосвојеним крајевима (простори данашњих република Албаније, Грчке, Македоније и Бугарске). Међутим његова изненадна смрт 25. октобра 1363. године, оставља те простране крајеве на управу његовој удовици Гојислави и двојици малолетних синова Добровоју и Стефану.
Већ око 1366. или 1367. године Никола је постепено преузео контролу над облашћу око Рудника односно северним деловима области свог стрица повезујући се са локалним господарима који су формално признавали власт кнегиње Гојиславе и почињући отворено да наступа против кнегиње. Иако је био изузетно млад, он је активно са мачем у руци узео учешћа у борбама са локалним господарима који су и даље признавали кнегињу, због чега је створио репутацију јаког ратника и способног војсковође. Последња фаза сукоба између Николе и кнегиње на простору око Требиња и у Хуму одиграла се у периоду од јесени 1367. до краја 1368. године и окончала се потпуном победом Николе, који после тога постаје господар некадашњих земаља његовог стрица великог кнеза Војислава, које су обухватале:
- Рудник
- Подриње
- Полимље
- источни део Хума
- Конавле и Драчевицу

Завршни чин у његовом освајању било је примање вазалства Санка Милтеновића који је до тада признавао власт бана Босне, а био је први сусед Дубровачке републике. Никола је подржао Санкову побуну против босанског бана, након чега је Твртко напао Санка и приморао га да се повуче у Дубровник. Иако је Дубровник био на страни Твртка, чак до те мере да су изнели став да је савез Санка и Алтомановића "само за времена и нипошто неће дуго потрајати, док је босански банат уистину вечан, они су одбили да изруче Санка босанском бану. Годину дана касније 1370., ипак је дошло до помирења између Твртка и Санка, који је наставио да буде вазал Николи Алтомановићу, након чега су и Никола и Твртко склопили примирје.
У то време је тзв. Рашка властела на челу са Лазаром Хребељановићем (1371—1389) је отпочела са прављењем широког савеза против Мрњавчевића коме је приступио и Никола и то и пре него што је сломио отпор кнегиње Гојиславе.

## Владавина

### Први сукоб са Дубровником и Твртком
Николино муњевито преузимање контроле над овим пространим областима и опкруживање са копнене стране Дубровачке републике приморало је град-републику да током октобра 1368. године унапред затражи помоћ угарског бана Хрватске и Далмације, за случај да се Никола не заустави на границама области свог стрица и покуша напад на републику. Представници краљевине Угарске (чију је врховну власт Дубровачка република у то доба признавала) брзо су реаговали и до краја октобра у Стон је пристигло неколико одреда плаћеника предвођених капетанима Вукотом и Масловићем. Никола је 01. или 2. новембра послао гласнике у град обавештавајући их да нема намеру да напада републику, да би само дан или два касније (03. или 04.) ипак упутио терироријални или новчани захтев републици који је био одбијен. После тога је на простору републике извршена мобилизација, јер се сматрало да је сукоб са Николом известан, али се он повукао из околине града, тако да је већ 18. новембра мобилизована војска распуштена. Никола је после тога заузео и последње поседе Гојиславе и њених синова и победоносно је ујахао у Требиње у коме су они столовали.
Даља судбина Гојиславе и њених синова није позната, због чега се Николи приписује њихова насилна смрт. Међутим, у последњим тренуцима свог слома кнегиња се са синовима тајно повукла у Дубровник из кога је крајем новембра на лађи пребачена негде у данашњу Албанију, тако да се нико од њих троје није нашао у Требињу када је заузето, нити је допао Николине тамнице и у њој био задављен као што се веровало.
Повезивање са Санком и подршка Твртковом брату Вуку у борби око власти у Босни јасно је определила Твртка против Николе, а њихов сукоб је отпочео још током сукоба између Николе и Гојиславе када су Тврткове чете помагале кнегињу. Истовремено Дубровачка република није благонаклоно гледала на Николино уздизање, јер је пре мање од десет година водила два рата са његовим стрицем и са разлогом је страховала да ће Никола наставити његову политику. Република у овај мах није заузела отворени непријатељски став према Алтомановићу, јер није био јасан став његовог северног суседа и мачванског бана Николе Горјанског, најјачег велможе у краљевини Угарској, чију је врховна власт тада признавала република. Међутим република није седела скрштених руку и покушала је да дипломатском акцијом ослаби Николу, покушавши да подстакну Санка да му откаже послушност, али је преговоре окончао Твртко који је војном интервенцијом сломио његову власт. Истовремено Дубровчани нису успели да се договоре са Николом око права и обавеза трговаца на његовој земљи које је са копнене стране опасавала републику.

### Битка на Косову
Савез који је склопила тзв. Рашка властела против Мрњавчевића стављен је на пробу када се краљ Вукашин са војском упутио на Косово 1369. са намером да локалне владаре, превасходно Вука Бранковића, зета Лазара Хребељановића и брата од ујака Николе Алтомановића, примора на признавање своје власти. Савезници су заједно са царом Урошем (1355—1371) успели да окупе трупе и до битке са Вукашином је дошло на Косову, највероватније у близини Звечана који је држао Никола.
Вукашинова бројнија, опремљенија и искуснија војска са најамницима однела је одлучну победу над слабо опремљеном и малобројнијом војском (већи део Алтомановићевих трупа је чувао његову западну границу, док су остали обласни владари били сувише слаби да би могли да обезбеде неку већу војну силу) тзв. Рашке властеле. Током битке кнез Лазар се повукао када је видео да је битка изгубљена, али су на бојном пољу остали и Никола и Урош. У том сукобу је Никола остао на бојишту иако је битка била изгубљена показавши како велику храброст, тако и способност и умеће. На крају је успео некако да се пробије и преживи битку, али је вероватно током ње био рањен, пошто о њему након битке неко време нема вести. Током борбе су Вукашинове трупе успеле да живог заробе цара Уроша, који је морао да призна Мрњавчевиће за своје наследнике.
Последица Николиног рањавања, односно вести да је погинуо у борби, била је отказивање послушности већег броја његових вазала и губитак једног дела територија. Тако је његов савезник кнез Лазар себи 1370. године припојио Рудник и околину, Санко је заузео Конавле, а Милош Повић Звечан. Сам бан Твртко је ово видео као своју шансу и отпочео је са нападима на жупанове земље.

### Помоћ мачванског бана и краљевине Угарске
После пораза на Косову и губитка дела територија жупан Никола се нашао у тешкој ситуацији. Међутим помоћ му је пружио мачвански бан Никола Горјански односно краљевина Угарска. Никола је са севера добио финансијску и војну помоћ коју је 1370. године преусмерио на своје западне границе и сукоб са баном Босне. Последица ових дејстава било је закључење мира између бана и жупана током лета исте године. Истовремено се повезао са Котором, као супарником Дубровника, који су нападали Лазареви савезници Балшићи. Највероватније је његовим посредовањем Котор признао врховну власт Угарске, да би се заштитио од Балшића.
Краљевина Угарска и Никола Горјански имали су врло јасан интерес у пружању помоћи Николи Алтомановићу. Он је био у сукобу са бановином Босном која је упорно и тврдоглаво одбијала да прихвати врховну власт краљевине Угарске. Поред тога јаки Никола Алтомановић је значио наставак борби унутар Србије односно њено слабљење, што је ишло у прилог дугорочном плану краљевине Угарске да овлада простором некадашње краљевине Србије. Поред стратешких, постојао је и верски разлог који се огледао у великим привилегијама које је католичка црква добила у његовим земљама, што је била велика разлика у односу на доба од пре неколико деценија када је цар Душан (1331—1355) палио и рушио католичке цркве.
Могуће је да су му они још као малолетнику пружили помоћ и подршку када је кренуо да осваја власт, чиме би се могао објаснити његов муњевит успех, али за то нема никаквих доказа, а чак и да је такве сарадње било, јасно је да Дубровачка република, која је de facto била део краљевине Угарске, није о томе ништа знала пошто је јасно деловала на слабљењу Николе Алтомановића.

### Други сукоб са Дубровником
Током преговора Твртка и Николе око мира Дубровчани су покушали да се помоћу бана Босне убаце у склапање мира и да им се њиме потврде права односно да се Никола обавеже на мир и према њима, иако нису били у отвореном сукобу. Међутим, дипломатија републике светог Влаха није уродила плодом и мир између два владара је закључен без учешћа Дубровника.
Ускоро после тога, жупан је испоставио републици своје захтеве, које је она одбила, али је одмах послала своје представнике код жупана надајући се повољном исходу преговора. У дубровачким изворима се наводи да је он од републике тражио плаћање светодмитарског дохотка који је припадао владару Србије, али треба имати у виду да је Никола до краја живота цара Уроша себе сматрао de jure његовим вазалом, иако је de facto био самостални господар, па није логично да је покушао да за себе присвоји нешто што је по праву припадало владарима Србије. У сваком случају Дубровчани су забележили да су Николи:
чинили оно Дубровчани никада нису чинили ни према коме од рашких барона.
Током боравка те дубровачке делегације код Николе и њихових покушаја да се са њим договоре, он је послао војску предвођену Радином Дубравчићем на републику. Овај удар је затекао Дубровчане потпуно изненађене и неприпремљене, о чему сведочи и чињеница да је већи део становништва био изван градских бедема, пошто је Никола срачунато ударио у време јесењих берби. Пошто су Дубровчани одбили да исплате 6000 перпера на име трогодишњег светодмитровског дохотка, Радин је са трупама страховито похарао и поробио околину града, тако да је укупна штета износила око 30.000 дуката. Истовремено је Никола похватао и затворио све трговце из Дубровника који су се налазили у његовим земљама и за њих је добио откуп од око 4000 перпера, а сам град је стављен под копнену блокаду.
Дубровчани су покушали да преко краља Угарске и Николе Горјанског дођу до мира са жупаном, али је Лајош I (1342—1382) показао незаинтересованост за дешавања, а Никола Горјански је наставио да индиректно подржава Алтомановића и његову политику, тако да је република морала да на другој страни потражи помоћ. Пошто у Угарској није било заинтересованих за обрачун са Алтомановићем, република се окренула остацима распалог српског царства. Тако су током зиме 1371. године на дубровачку иницијативу отпочели преговори између Мрњавчевића, којима је Николина снага била сметња ка покоравању тзв. Рашке властеле и обнови српског царства и Балшића, којима је сметала Николина подршка Котору.
Током пролећа исте године, сукоби између републике и Алтомановића се још више појачавају, пошто је Никола од Котора добио дозволу да користи Рисан као луку из које је својим сагитама кренуо да пресреће трговачке бродове из Дубровника. Дубровчани су били приморани да покрену своју ратну флотилу, која је крајем маја успела да уништи Николине одреде у Рисну и привремено отклони опасност која је претила са мора. О појачаном интензитету сукоба, говоре и жалбе које из Дубровника стижу у Будим у којима се наводи да је трговина скоро у потпуности пропала због копнене блокаде града.
Међутим ове притужбе нису уродиле плодом, али је зато стварање савеза Балшића и Мрњавчевића имало ефекта, јер је током маја у Дубровник пристигао Николин кефалија Обрад Зорка са циљем да постигне мир са републиком. Преговори су пропали, јер као што је Никола њима покушао да добије на времену, тако и Дубровчани нису желели да пропусте прилику да га се реше, сада када су се Балшићи и Мрњавчевићи покренули у рат.
Почетком лета отпочели су покрети Вукашинових снага од Скопља ка Призрену и ка Скадру где је требало да се повежу са Балшићима, после чега би их Дубровчани на бродовима пребацили у Николине земље. Сами Дубровчани су одбили да учествују у војним акцијама, иако су били главни иницијатори савеза, али су се зато тајно договорили са Балшићима да их евакуишу, уколико Алтомановић победи њихове снаге. Он је своје трупе сакупио код Оногошта и спремао се да се упусти у борбу, али до ње није дошло пошто су Вукашину стигли гласници његовог брата деспота Угљеша са захтевом да му помогне у борби против Османлија. Вукашин је после тога повукао своје снаге и они су 26.09.1371. године доживели страховити пораз у Маричкој бици, после које Османлије постају најјача сила на Балканском полуострву.

### Састанак са кнезом Лазаром
Пропаст Мрњавчевића и смрт цара Уроша (2. или 4. децембра 1371. године) донели су велике промене на простору некадашњег српског царства. Северне делове њихове државе разграбила је већином тзв.Рашка властела окупљена око Лазара Хребељановића, док су јужни делови припали Османлијама. Снажење кнеза Лазара приморало је Николу да се посвети својим источним границама. Због тога је он почетком 1372. године послао Лазару предлог да се састану и изгладе своје неспоразуме.
Договор је био да се састану ненаоружани у пратњи петорице исто тако ненаоружаних људи. Међутим Лазар је проценио да је могуће да Никола планира клопку, због чега је са собом повео и већи одред људи који је сакрио у непосредној близини, претпостављајући да ће и Никола учинити сличну ствар. Кнез Лазар се није преварио да је реч о клопци, али се преварио око самог жупановог плана. Никола је унапред одредио место састанка, после чега је послао своје људе да на њему сакрију оружје и да га покрију слојем снега, после чега су уклонили све трагове свог боравка.
Никола и Лазар су се састали на договореном и отпочели разговор. Током преговора су се жупанови људи дочепали сакривеног оружја и кренули у напад, а самом Николи је дотурен бодеж којим је он напао кнеза Лазара заривши му оштрицу у груди. На лицу места су страдали двојица Лазаревих пратилаца, после чега су Никола и његови људи кренули у потеру за преосталом тројицом, сматрајући да је и Лазар мртав. Нешто даље су у снежном смету стигли и убили Михајла Давидовића и Жарка Мерешића. Међутим Лазара је сигурне смрти спасао велики златни крст који је носио испод одеће, који је спречио да га сечиво прободе, тако да га је оно само посекло, тешко га ранивши. Узбуњен виком, на поприште састанка је стигао Лазарев паж, који је нешто даље чувао коње, и подигао тешко рањеног кнеза Лазара на коња и спасао сигурне смрти.
Непосредно после овог сукоба Никола је повратио Рудник, који му је пар године раније одузео Лазар, његов војвода Степош Степановић је заробио Милоша Повића и повратио Звечан. Непосредно после тога је у једној клопци коју су му наместили Николини људи, погинуо Санко Милтеновић који је предводио помоћне трупе које је бан Босне послао у помоћ Дубровнику. Крајем зиме је постигнуто прво примирје, а онда и мир између жупана и Дубровчана, после чега је обновљена трговина. Услов мира је било плаћање светодмитарског дохотка Николи, пошто је сада и de jure престао да постоји немањићки владар Србије коме је он припадао. Николи је овај мир користио, јер је желео да има одрешене руке за дејства на другим странама.

### Преговори са Млечанима и Балшићима
Почетком 1373. године отпочели су тајни преговори Млетачке републике са Балшићима и Алтомановићем око заједничке акције против приморских градова који су de jure били у саставу краљевине Угарске. О овоме савезу сазнајемо из писама које су Дубровчани слали на угарски двор. План је био да три државе заједничким трупама освоје Дубровник, Котор и Драч, после чега би Балшићима припали Котор и Драч, Млечанима сам Дубровник, а Никола би добио Стон и Пељешац, због којих је толико ратовао са Дубровачком републиком. Све ове области су признавале врховну власт угарског краља.
Могућност да Млечани преузму Дубровник, а да краљевина Угарска изгуби неке градове на Јадрану није се допала Лајошу I, који је одмах отпочео акцију да све то спречи односно предупреди. Пошто није био сам у могућности да покрене војску на Николу, он је пружио подршку онима који су то били у стању да учине, а то је био савез кнеза Лазара и бана Твртка I. После Николиног безуспешног покушаја убиства кнеза Лазара, Лазар је тражио помоћ од Угарске, како би се осветио за "нанету му срамоту издајничког Николе". У замену, Лазар је пристао да буде вазал угарског краља, а такође је понудио и 10.000 литара сребра, тако да је Лајош I радо прихватио његову понуду и послао му у помоћ мачванског бана, Николу Горјанског, са 1000 копљаника. Лазар је такође ступио у контакт и са босанским баном Твртком, великим Николиним непријатељем, и успео да га наговори да приступи овом савезу.

### Пропаст и смрт
Широка коалиција која је створена против жупана одмах је кренула у напад септембра 1373. године. Бан Твртко I, кнез Лазар и бан Никола Горјански, са 1000 копљаника које је послао краљ Лајош I, су са запада, истока и севера ударили на Алтомановићеве земље. После првих пораза Никола се повукао на југ, планирајући да пружи отпор противнику из неке од његових тврђава, али његов кнез Зорка у Клобуку, кога су највероватније потплатили Дубровчани, одбија да га прими у град. Жупан се после тога повукао у Требиње, одакле се пребацио у Ужички град планирајући да се у њему утврди и пружи отпор.
Непосредно после њега, под град је стигао кнез Лазар и отпочела је опсада Ужица. Током опсаде коришћене су како опсадне справе (катапулти, балисте и корњаче), тако и ватрено оружје односно први топови, а сам град и Никола су се предали крајем новембра исте године.
Николине земље су међусобно разделили победници:
- кнез Лазар је преузео Рудник и Ужице
- Бан Твртко је преузео горње и средње Подриње и доње Полимље
- Вук Бранковић Косово

Балшићи су такође искористили Алтомановићев пад и за себе узели Требиње, Конавле и Драчевицу, које је бан Твртко преузео од њих 1377. године.
Никола био је заробљен и предат Стефану Мусићу, рођаку кнеза Лазара, на чување. Годину дана касније, 1374. Мусић га је ослепео уз прећутни пристанак кнеза Лазара. Према легенди он се после тога склонио у један манастир у земљи Ђурђа I Балшића (1362—1378), у коме је и умро 1374. године.
Међутим, након осљепљивања, Никола се у изворима опет помиње након две године, 1376. Тад се још увек помиње као жупан, који је имао своје људе, а вероватно је и трговао с Дубровником. Не зна се када је преминуо, али се претпоставља да је то било после 1395. када Веће умољених спомиње извесног жупана Николу кога неки поистовећују са Николом Алтомановићем.

## Породично стабло
|  |                         |  |  |  |  |  |  |  |  |  |  |  |  |  |  |  |
|  | 4. Војвода Војин        |  |  |  |  |  |  |  |  |  |  |  |  |  |  |  |
|  |                         |  |  |  |  |  |  |  |  |  |  |  |  |  |  |  |
|  |                         |  |  |  |  |  |  |  |  |  |  |  |  |  |  |  |
|  | 2. Алтоман Војиновић    |  |  |  |  |  |  |  |  |  |  |  |  |  |  |  |
|  |                         |  |  |  |  |  |  |  |  |  |  |  |  |  |  |  |
|  |                         |  |  |  |  |  |  |  |  |  |  |  |  |  |  |  |
|  | 1. Никола Алтомановић   |  |  |  |  |  |  |  |  |  |  |  |  |  |  |  |
|  |                         |  |  |  |  |  |  |  |  |  |  |  |  |  |  |  |
|  |                         |  |  |  |  |  |  |  |  |  |  |  |  |  |  |  |
|  | 6. Младен (властелин)   |  |  |  |  |  |  |  |  |  |  |  |  |  |  |  |
|  |                         |  |  |  |  |  |  |  |  |  |  |  |  |  |  |  |
|  |                         |  |  |  |  |  |  |  |  |  |  |  |  |  |  |  |
|  | 3. Ратослава Младеновић |  |  |  |  |  |  |  |  |  |  |  |  |  |  |  |
|  |                         |  |  |  |  |  |  |  |  |  |  |  |  |  |  |  |
|  |                         |  |  |  |  |  |  |  |  |  |  |  |  |  |  |  |